# 本間雅晴
本間 雅晴（ほんま まさはる、1887年（明治20年）11月27日 - 1946年（昭和21年）4月3日）は、日本の陸軍軍人。最終階級は陸軍中将。栄典は従三位勲一等。陸士19期恩賜・陸大27期恩賜。
太平洋戦争においてフィリピン攻略戦を指揮した。英国通の人道主義者であったことは連合国にも知られていたが、バターン死の行進における部下の行為の責任を問われて戦後銃殺刑に処された。

## 経歴
本間賢吉の長男として新潟県佐渡郡畑野町（現：佐渡市畑野）に生れる。佐渡中学を経て陸軍士官学校に進んだ。1907年（明治40年）、陸軍士官学校（19期）を恩賜（歩兵科2位）で卒業。1915年（大正4年）には陸軍大学校（27期）を恩賜（3位）で卒業。1933年に歩兵第1聯隊長となるまで、下記の経歴に見られるように、実戦部隊の指揮をした経験がなかった。

### マニラ・バターン進撃時の様子
太平洋戦争において、第14軍司令官としてフィリピン攻略戦を指揮した。当初の戦況は順調で、第14軍はマニラ市の占領に成功する。マニラ進駐にあたり、将校800名をマニラホテルの前に集めると、1時間に渡り「焼くな。犯すな。奪うな。」を徹底し、違反者は厳罰に処すると訓示を行った。
バターン半島では米比軍の頑強な攻撃を受け多数の損害を出し攻勢が停滞する（第一次バターン半島の戦い）。結果、大部隊の増援によりバターン、コレヒドール島は陥落した（第二次バターン半島の戦い）。
一方、敵将のダグラス・マッカーサーは日本軍に追い詰められ、自らが捕虜になりかねない状況にまで追い込まれていた。フランクリン・ルーズベルト大統領は個人的にはマッカーサーを嫌っていたが、万一マッカーサーが戦死したり捕虜になるようなことがあれば国民の士気に悪影響が出ると考え、マッカーサーとフィリピンのマヌエル・ケソン大統領にオーストラリアへの脱出を命じた。マッカーサーは部下を置き去りにしたまま家族を連れてパイナップル畑の秘密飛行場からB-17でオーストラリアへと飛び立った。
マッカーサーがコレヒドール島を脱出した後、日本軍はバターン半島を占領し米比軍の約7万6千名を捕虜としたが、オドンネル基地に移送する時に、移送計画の不備により多数の捕虜が死亡した。
日本軍がフィリピンを陥落させたのち、本間は次のような句を詠んだ。
この句は、フィリピン陥落に際して陸軍省が発行した記念メダルにも刻まれた。

### 戦犯裁判
バターン半島の陥落後、1942年8月に参謀本部附となり、内地へ戻る。「日本ニュース」第115号にて、「本間将軍帰還」の肉声・映像が残っている。同月、予備役に編入され、以後は軍務に就くことなく、フィリピン協会理事長を務めて終戦を迎えた。予備役編入の理由は、バターン攻略の不手際をとがめられたものとされる。終戦後、「バターン死の行進の関係者が処罰されるのでは」という話を陸軍が聞きつけ、「先手を打って処罰すれば刑が軽くなるのではないか」（いわゆる『一事不再理』の発想）と考え、本間の陸軍中将としての礼遇を停止した。
1945年12月12日早朝、本間の身柄は勾留先の巣鴨拘置所から厚木飛行場を経てマニラへ向けて送られた。この日は同年12月2日に指名されたA級戦犯容疑者（第三次戦犯指名）が巣鴨拘置所に出頭する日であり、入れ替えが行われた形となった。
結局マニラ戦犯裁判で、本間はバターン死の行進の責任者（戦犯）として召喚された。本間は前述のとおり人道主義者であり、バターン死の行進での捕虜への非人道行為は本間の責任ではなく、部下の責任であった。しかし、結果的に責任をとることとなり、有罪判決が下り、本間は死刑と決まった。この訴状はこの裁判のために作った事後法の「指揮者責任」だった。有罪判決が下ると本間の弁護団はアメリカ連邦最高裁判所に人身保護令を求めたが、6対2の判決で再審が却下された。
処刑は、1946年（昭和21年）4月3日0時53分、ちょうど4年前に第14軍司令官であった本間の口より総攻撃の命令が下された同じ月日（神武天皇祭の日）、同じ時刻にあわせて執行された。当時、ほとんどの将校が囚人服で絞首刑に処せられたのに対し、本間の場合は、略式軍服の着用が認められ、しかもその名誉を重んじて銃殺刑であった（同じくマニラの軍事裁判で死刑判決が下された山下奉文の場合は、囚人服を着せられたままの絞首刑であった）。58歳没。
辞世の句は次のとおりであった。
1945年（昭和20年）12月19日審理開始、1946年2月11日（紀元節の日）判決、同年4月3日銃殺。
この日は、バターン第二次攻撃日の5周年にあたる。
。異例の早さで処刑されたのは、この裁判がコレヒドールで屈辱的な敗北をしたマッカーサーの本間への復讐劇であったと言われている。

## 逸話

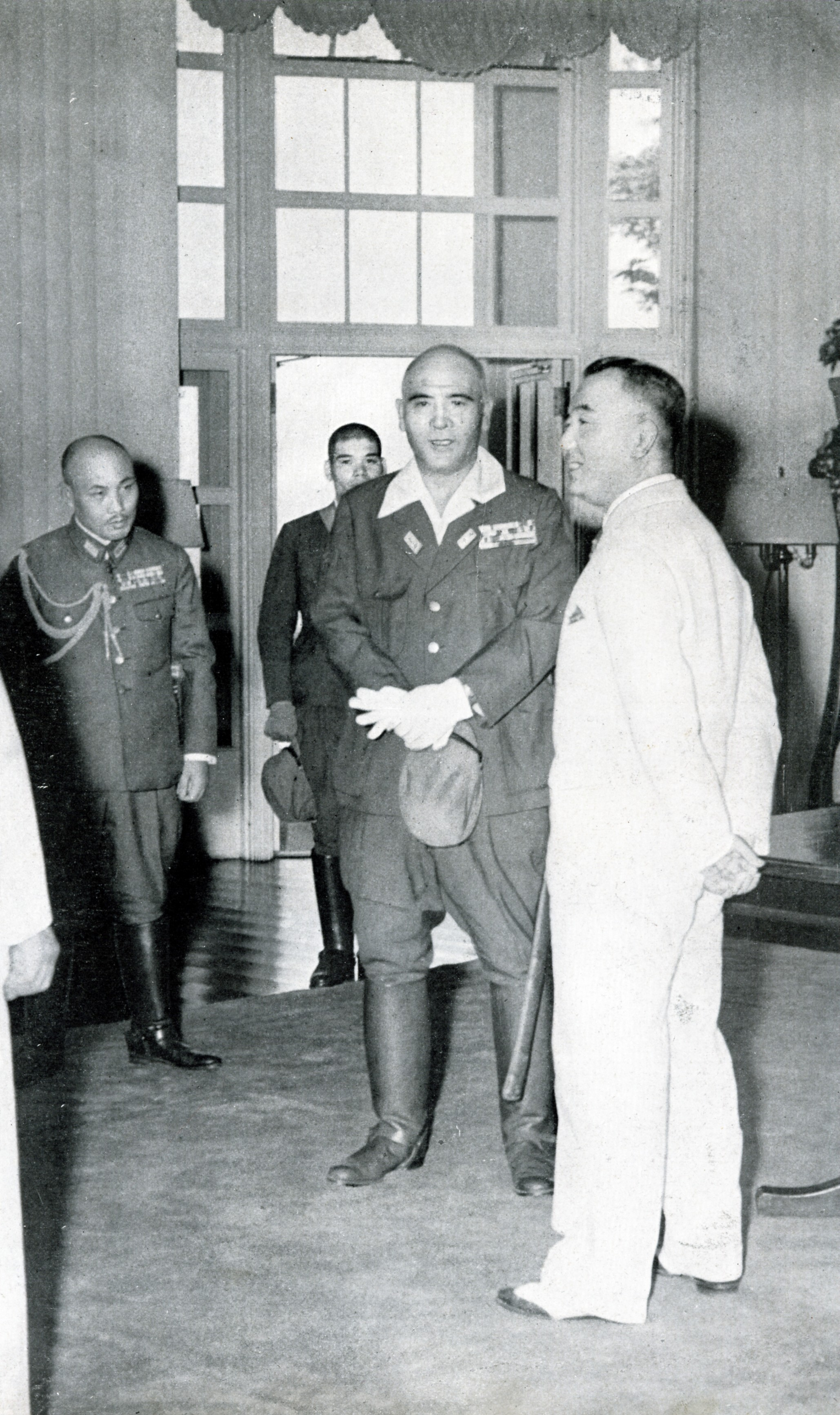
写真中央で手を組んでいる人物が本間雅晴。右の人物はホルヘ・B・ヴァルガス(1943年撮影)

温厚な性格であり、陸軍きっての英語堪能者といわれていた。また詩歌も奏で、『朝日に匂ふ桜花』『台湾軍の歌』などといった多くの軍歌の作詞も手かげている。今村均陸軍大将とは同期であり、陸士入学試験は隣の席で受験したのをはじめ、駐英武官時など長年の付き合いがあり、親友として深く交流を交わしていた。
堂々たる体躯を持ち、美男子の本間は秩父宮附（皇族附武官）当時、上流階級のサロンではよく噂になったという。秩父宮が奔放な人柄だったために、その行動に周囲から煩い声が聞こえている折であり、本間も口では「困ります」と言いながらテニスの相手をしたり気を使っていたという。
予備役編入後、比島攻略戦の敵将であるマッカーサーを「文武両道の名将だね。文というのは文治の面もなかなかの政治家だ。この名将と戦ったのは僕の名誉だし、欣快だ」と評した。皮肉にも、本間はその「文武両道の名将」の恨みを買い、処刑されることになる。
本間は二度の結婚を経験している。はじめの妻智子とは、1913年に結婚した。参謀次長をつとめた田村怡与造中将の娘であったが、非常に自由奔放の生活を送り、女優を真似て舞台に出たり、多くの男と浮名を流すなど周囲から顰蹙を買う行動が目に余った。海外駐在中に破局を知り、失意のあまり窓から飛び降りようとした際には今村に止められている。
二度目の妻である富士子は戦犯裁判に証人として出廷した際、
と陳述、その毅然とした姿に本人はもちろん、裁判官や検事も感動の涙を流したといわれる。

## 年表
- 1907年（明治40年）5月 - 陸軍士官学校卒業（19期）。
  - 12月 - 歩兵少尉任官。歩兵第16聯隊附。
- 1910年（明治43年）11月 - 歩兵中尉に昇進。
- 1915年（大正4年）12月11日 - 陸軍大学校卒業（27期）。席次3位、恩賜の軍刀を拝受[2]。
- 1916年（大正5年）8月 - 参謀本部附勤務。
- 1917年（大正6年）8月 - 歩兵大尉に昇進。参謀本部々員（支那課）。
- 1918年（大正7年）4月 - イギリス駐在。
- 1921年（大正10年）6月 - 陸軍大学校兵学教官。
- 1922年（大正11年）8月 - 歩兵少佐に昇進。
  - 11月 - インド駐剳武官。
- 1926年（大正15年）8月 - 歩兵中佐に昇進。
- 1927年（昭和2年）1月 - 秩父宮御附武官。
- 1930年（昭和5年）6月3日 - イギリス大使館附武官。
  - 8月1日 - 歩兵大佐に昇進。
- 1932年（昭和7年）8月8日 - 陸軍省新聞班長。
- 1933年（昭和8年）8月1日 - 歩兵第1聯隊長。
- 1935年（昭和10年）8月1日 - 少将に昇進。歩兵第32旅団長。
- 1936年（昭和11年）12月1日 - ヨーロッパ出張。
- 1937年（昭和12年）7月21日 - 参謀本部第2部長。
- 1938年（昭和13年）7月15日 - 中将に昇進。第27師団長。武漢攻略にあたる。
- 1940年（昭和15年）12月2日 - 台湾軍司令官。
- 1941年（昭和16年）11月6日 - 第14軍司令官。
- 1942年（昭和17年）8月 - 参謀本部附[4]。
- 1942年（昭和17年）8月31日 - 予備役編入。
- 1946年（昭和21年）4月3日 - ロスバニョスで銃殺刑に処される。

## 栄典
- 1940年（昭和15年）
  - 8月15日 - 紀元二千六百年祝典記念章[9]
  - 9月11日 - 勲一等瑞宝章[10]
- 勲一等旭日大綬章：1940年（昭和15年）4月29日
- ドイツ鷲勲章功労十字星章：1940年（昭和15年）1月18日[11]
- 武功十字章（英語版）